# Luis Amigó

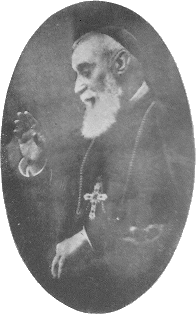
Luis Amigó

Luis Amigó (bürgerlich José María Amigó y Ferrer; Ordensname: Fr. Luis de Masamagrell; * 17. Oktober 1854 in Massamagrell; † 1. Oktober 1934 in Valencia) war ein spanischer Kapuziner, römisch-katholischer Bischof und Ordensgründer.

## Leben

### Frühe Jahre
Am 17. Oktober 1854 wurde José María Amigó in Massamagrell, einem Dorf in der Nähe von Valencia, als viertes von sechs Kindern geboren. Wenige Jahre später zog die Familie in die Innenstadt Valencias. Seit dem Herbst 1866 besuchte er als externer Schüler das Priesterseminar und wurde Mitglied in katholischen Vereinen, in denen er sich für benachteiligte Kinder, Kranke und Strafgefangene engagierte. Am 6. November 1870 starb sein Vater, der Rechtsanwalt gewesen war, und nur ein Jahr später, am 10. August 1871, auch seine Mutter. Beide Eltern schildert Luis Amigó in seiner Autobiografie als sehr fromm, gutherzig und gottergeben. Ein befreundeter Priester nahm sich José Marías und seiner Geschwister an. Seinen Plan, Kartäuser zu werden, stellte er zurück, weil er sich für die Erziehung seiner jüngeren Schwestern verantwortlich fühlte. Im März 1873 trat José María der franziskanischen Laienbewegung bei, dem so genannten Dritten Orden des hl. Franziskus.

### Ordenseintritt, Priesterweihe und Wiederaufbau des dritten Ordens
Nachdem ein älterer Bruder als Ernährer zur Verfügung stand und die Zukunft der Geschwister gesichert schien, verließ José María Amigó 1874 seine Heimat ohne Absprache mit seiner Familie und reiste per Schiff nach Frankreich, um seinen Plan eines Ordenseintritts zu verwirklichen. Dies war in Spanien aufgrund des Verbots von Ordensgemeinschaften, das seit der Absetzung der Königin durch radikalliberale Kräfte im Jahre 1868 und dem Ausbruch des dritten Karlistenkrieges in weiten Landesteilen herrschte, zum damaligen Zeitpunkt nicht möglich. Am 12. April 1874 trat er in Bayonne in den Kapuzinerorden ein. Von nun an hieß er Bruder Luis de Masamagrell (val.: Lluís de Massamagrell). Am 18. April 1875 beendete er das Noviziat und legte die erste Profess ab. Im März 1877 gehörte er zur Gruppe der ersten Kapuziner, die nach dem Ende der Vertreibung nach Spanien zurückkehrten, um die Klöster des Ordens wiederzubesiedeln. Zunächst gelangte er auf diesem Wege nach Antequera in Andalusien. Im Januar 1879 wurde er in den Konvent von Montehano in der Provinz Santander im Norden Spaniens versetzt, wo er im März zum Priester geweiht wurde. Er begann seine pastoralen Aktivitäten mit Jugendlichen und Strafgefangenen. Am 2. August 1881 kehrte er zurück in den wiedereröffneten Konvent seines Geburtsortes Massamagrell bei Valencia und wurde als geistlicher Begleiter mit dem Wiederaufbau der Laienbewegung des Dritten Ordens betraut.

### Ordensgründer
Im Rahmen seiner Arbeit mit katholischen Laien begegnete er in seiner Umgebung immer häufiger dem Bedürfnis, karitatives Wirken mit dem Leben in einer klösterlichen Gemeinschaft zu verbinden, und sah sich – nach seiner Überzeugung durch Gottes Eingebung – veranlasst, eine nach seinen Vorstellungen dafür geeignete franziskanische Lebensregel zu verfassen.
Am 5. Mai 1885 gründete Luis Amigó mit einer Gruppe religiöser Frauen, die sich seit einigen Jahren zu einem klosterähnlichen Gemeinschaftsleben zusammengefunden hatten, die Ordensgemeinschaft der Kapuziner-Terziarinnen von der Heiligen Familie, deren Gründungshaus sich auf dem Berg Montiel bei Benaguasil in der Nähe von Massamagrell befindet. Bei einer Cholera-Epidemie, die Valencia im selben Jahr heimsuchte, setzten sich die Gründungsschwestern aufopferungsvoll in der Pflege der Kranken in Amigós Heimatort Massamagrell ein, wobei eine Reihe von ihnen starben. Wenige Jahre später, am 12. April 1889, fand in Torrent bei Valencia die Gründung einer männlichen Ordensgemeinschaft statt, deren Konstitutionen (Ordenssatzung) ebenfalls Luis Amigó verfasst hatte. Die Kapuziner Terziaren Unserer Frau der Schmerzen, die sich heute nach ihrem Gründer auch Amigonianer nennen, sollten sich in der Betreuung und Erziehung verwahrloster Jungen und Straftäter betätigen. Am 29. Oktober 1890 begannen die Brüder in Madrid in dem kurz zuvor eröffneten ersten Erziehungsheim Spaniens, der Internatsschule Escuela de Reforma de Santa Rita, mit der pädagogischen Arbeit mit straffällig gewordenen Jugendlichen.
Beide Verbände sind kirchenrechtlich als Kongregationen verfasst und gehören als Bestandteile des Regulierten Dritten Ordens zur Ordensfamilie des heiligen Franziskus von Assisi.

### Provinzoberer, Bischof und Senator

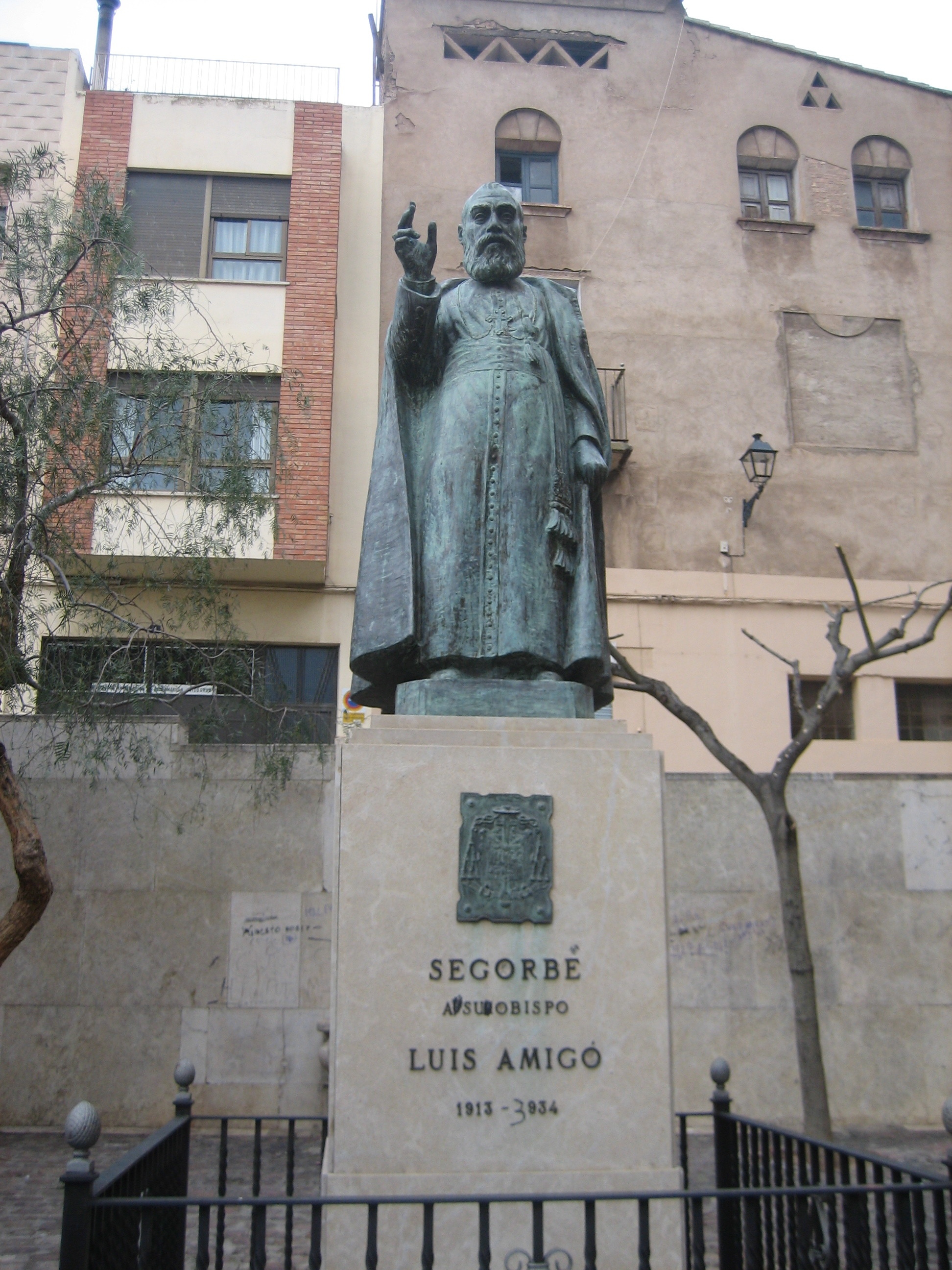
Standbild von Luis Amigó in Segorbe

Am 1. Dezember 1898 wurde Luis de Masamagrell zum ersten Provinzoberen der wiedererrichteten Kapuzinerprovinz von Valencia gewählt.
Am 9. Juni 1907 wurde Luis Amigó in Madrid zum Titularbischof von Thagaste geweiht und trat am 28. Juli sein Amt als apostolischer Verwalter in Solsona an, einer Kleinstadt mit damals ca. 2.500 Einwohnern in Katalonien. Zu der Diözese gehörten zu dieser Zeit etwa 118.000 Gläubige. Am 13. November 1913 wurde Amigó Bischof von Segorbe, einer Kleinstadt mit damals ca. 7.000 Einwohnern in der Provinz Valencia. Zu dieser Diözese gehörten etwa 90.000 Gläubige. Luis Amigós umfangreiches Lehramt zeigt sich in insgesamt 48 Hirtenbriefen, die er zwischen 1907 und 1933 in Solsona und Segorbe verfasste.
Seit dem 23. April 1914 vertrat Luis Amigó als Senator die Kirchenprovinz Valencia im Senat, dem spanischen Oberhaus, und wurde 1919 in diesem Amt für weitere fünf Jahre bestätigt.
Am 11. Juni 1920 weihte Bischof Amigó das mithilfe wohlhabender Gönner des Ordensgründers errichtete und von den Amigonianern geführte Erziehungsheim in Amurrio im Baskenland mit dem Namen Casa del Salvador („Heilandshaus“) ein. Dort wurden in der Zeit bis zum Bürgerkrieg für die damaligen Verhältnisse im Erziehungswesen Spaniens neuartige, gleichermaßen im katholischen Glauben begründete und wissenschaftlich fundierte pädagogische Methoden erprobt und umgesetzt. Luis Amigó selbst nahm zeit seines Lebens regen Anteil an der Entwicklung seiner Ordensgründungen und interessierte sich außerordentlich für die Weiterentwicklung der Pädagogik und ihre Grundlegung in seiner christlichen, gleichzeitig weltverbundenen und erlösungsorientierten Spiritualität.

### Tod
Am 1. Oktober 1934 starb Luis Amigó fast achtzigjährig in Godella bei Valencia im Seminar der von ihm gegründeten Männerkongregation. Er wurde im Mutterhaus der Kapuziner-Terziarinnen in seinem Geburtsort Massamagrell beigesetzt.

## Seligsprechungsverfahren
Der kirchliche Seligsprechungsprozess für Luis Amigó begann mit dem am 18. Januar 1950 eröffneten Informationsprozess im Erzbistum Valencia und wurde 1952 von Papst Pius XII. bestätigt. Dieses bischöfliche Vorverfahren, in dem Lebenszeugnisse und Zeugenaussagen gesammelt werden, wurde 1977 in einen apostolischen Prozess nach neuem Kanonisationsrecht umgewandelt, 1979 wiederaufgenommen und 1982 endgültig abgeschlossen. Nachdem die Ergebnisse 1985 bestätigt worden waren und die Gutachten der römischen Behörden 1987 vollständig vorlagen, wurde 1992 von Papst Johannes Paul II. der tugendhafte Lebenswandel des Kapuziners festgestellt und ihm der Titel eines Ehrwürdigen Dieners Gottes verliehen, ein weiterer Verfahrensschritt im Seligsprechungsprozess. Für eine Seligsprechung Luis Amigós bedürfte es nun der Anerkennung eines Wunders durch die Kirche. Die Akten liegen weiterhin bei der Kongregation für die Selig- und Heiligsprechungsprozesse in Rom.